# 阿道夫·瓦格纳 (举重运动员)
阿道夫·瓦格纳（德語：Adolf Wagner，1911年7月23日—1984年6月9日），德国前男子举重运动员。他曾代表德国参加1936年夏季奥林匹克运动会举重比赛，获得男子75公斤级铜牌。